# Martin Fowler (cầu thủ bóng đá)
Martin Fowler (sinh ngày 17 tháng 1 năm 1957 ở York) là một cựu cầu thủ bóng đá người Anh thi đấu ở Football League ở vị trí tiền vệ cho Huddersfield Town, Blackburn Rovers, Hartlepool United, Stockport County và Scunthorpe United.